# История версий Opera
История браузера Opera началась в 1994 году, прототипом будущего браузера стала разработка компании Televerket — крупнейшей телекоммуникационной компании Норвегии. В 1995 году проект выделился в разработку специально созданной компании Opera Software. Первая общедоступная версия вышла в 1996 году.
С тех пор браузер претерпел большие изменения, превратившись в многофункциональный программный пакет для работы в интернете. Opera стала совместима со всеми основными веб-технологиями, в неё были добавлены почтовый клиент, torrent-клиент, защита от фишинга и многие другие функциональные возможности. На сегодняшний день Opera — один из самых популярных в мире браузеров для персональных компьютеров.

## Opera (Presto)

### MultiTorg Opera 1.0

MultiTorg Opera

Первая версия браузера носила название MultiTorg Opera и не распространялась. Работы над ней начались летом 1994 года. Она была написана на языке C исключительно под Microsoft Windows, «с нуля», без использования libwww или других API. Это позволило максимально облегчить код и повысить быстродействие программы. Вышло четыре бета-версии, доступ к которым получила лишь небольшая группа бета-тестеров.
Финальная версия MultiTorg Opera 1.0 использовалась на Третьей международной конференции по WWW в 1995 году для демонстрации онлайн-документов. Браузер стал известен благодаря многодокументному интерфейсу (MDI), который позволял работать сразу с несколькими страницами в одном окне приложения, используя общую систему навигации, за счёт чего пространство экрана использовалось более эффективно. Для переключения между страницами использовался «hot list», в котором могло содержаться до шести документов. Это было меню, выпадающее при нажатии на кнопку на панели управления, данный интерфейс стал прообразом системы управления документами в более поздних версиях программы.
Уже в первой версии браузера разработчики взяли в качестве приоритета скорость работы и совместимость со всеми основными веб-стандартами того времени. В MultiTorg Opera была реализована поэтапная загрузка страниц, когда пользователю не было нужды дожидаться окончания загрузки изображений и других ресурсоёмких элементов документа — он мог почти сразу сориентироваться в его содержании и при необходимости пройти по ссылкам далее. С учётом низких скоростей интернет-соединений в середине 90-х годов XX века это преимущество было очень существенным. Сейчас от первой версии сохранились только несколько скриншотов браузеров.

### Opera 2
В 1996 году была выпущена вторая версия браузера, в которую разработчики добавили поддержку фреймов. Начиная с релиза Opera 2.1 браузер стал общедоступным. Программа распространялась только для Microsoft Windows как условно-бесплатная (shareware). Следуя пожеланиям общественности, Opera Software проявила интерес к другим операционным системам, таким как Apple Macintosh, QNX и BeOS. 10 октября 1997 года был запущен проект «Project Magic», чтобы определить вероятный спрос на версии браузера для различных ОС и принять решение об их разработке. Голосование продолжалось до 30 ноября. В дальнейшем Project Magic превратился в колонку новостей об альтернативных версиях браузера и действовал до выхода Opera 4.0.

### Opera 3
31 декабря 1997 года была выпущена третья версия, которая стала кросс-платформенной и включала поддержку JavaScript.
Начиная с версии Opera 3.5, вышедшей в 1998 году, браузер поддерживает технологию каскадных таблиц стилей (CSS) и возможность загрузки файлов на сервер. В это же время компанию Opera Software возглавил Håkon Wium Lie, один из создателей технологии CSS.
До шестой версии браузер поддерживал большинство распространённых веб-стандартов, плагины Netscape и некоторые другие более специфические технологии, такие как протоколы WAP и WML для беспроводных устройств. Однако реализация языка ECMAScript (более известного как «JavaScript») и модели Document Object Model (DOM) для HTML оставалась слабой.
Версия 3.6 была выпущена 12 мая 1999 года.
Opera до версии 3.62 разрабатывалась также под операционную систему для персональных компьютеров BeOS. На устройстве BeIA компании Be, Inc., разработчика BeOS, Opera должна была стать основным браузером — под названием Wagner.

### Opera 4
Версия 4.0 появилась 28 июня 2000 года. В её основе был новый кроссплатформенный движок Elektra. Эта версия браузера стала первой, в которую был включён почтовый клиент, и последней, распространявшейся по принципу shareware.

### Opera 5
Следующая, пятая версия браузера стала доступна 6 декабря 2000 года и распространялась свободно — пробный период был заменён на adware-баннер, который демонстрировался пользователю во время сеанса работы с программой. Рекламу можно было отключить после оплаты лицензии. В браузер был встроен клиент ICQ.

### Opera 6
В Opera 6.0 (29 ноября 2001 года) была добавлена поддержка Unicode. Появилась возможность работать в нескольких независимых друг от друга копиях приложения (SDI-интерфейс). При этом возможности MDI были сохранены.

#### Первый конфликт с MSN.com
24 октября 2001 года Microsoft заблокировала доступ пользователей, работавших под сторонними браузерами, включая Opera, на MSN.com. Доступ к сайту был оставлен только пользователям Internet Explorer. После волны возмущения со стороны антимонопольных организаций Microsoft через два дня сняла это ограничение. Тем не менее, к концу ноября пользователи Opera всё ещё испытывали проблемы с доступом к части контента MSN.com, несмотря на то, что браузер имел техническую возможность полноценно работать с содержимым этого ресурса. Однако не было никаких проблем, если использовалась опция «представляться как Internet Explorer», а с начала ноября — полная маскировка под него.

### Opera 7
Opera 7 стала доступна 28 января 2003 года. В её основе лежал новый браузерный движок Presto с улучшенной поддержкой CSS, клиентских сценариев и интерфейса DOM. От поддержки Mac OS 9 было решено отказаться.
Эта версия браузера значительно отличалась от предыдущей прежде всего за счёт переписанного движка, который стал быстрее и производительнее. Новое ядро обеспечивало почти полную совместимость с DOM, веб-страницы теперь могли частично или полностью перерисовываться при исполнении сценариев или DOM.
В августе 2004 года началось ограниченное альфа-тестирование версии Opera 7.6. Список исполняемых веб-стандартов был расширен, добавлено голосовое управление и поддержка VoiceXML. Был анонсирован новый браузер для интерактивного телевидения с опцией «выровнять по ширине» (англ. fit to width). Эта опция первоначально была основана на возможностях CSS, в настоящее время она является внутренней технологией движка Opera. Благодаря ей отображаемые страницы могут динамически сжиматься или расширяться за счёт пропорционального увеличения шрифтов и масштабирования изображений. При необходимости изображения могут даже автоматически убираться с экрана, если их присутствие мешает отображению страницы в маленьком окне. Opera 7.6 так и не вышла официально, а применённые в ней наработки были в дальнейшем использованы в следующей версии программы.
12 января 2005 года Opera Software объявила о предоставлении бесплатных лицензий высшим учебным заведениям взамен предыдущей системы лицензирования, когда за сумму в 1000 долларов США компания предоставляла им возможность неограниченного использования браузера. В список таких вузов вошли Массачусетский технологический институт, Гарвардский университет, Оксфордский университет, Технологический институт штата Джорджия и Университет Дьюка. Компанию критиковали за включение adware-рекламы, что представлялось преградой для завоевания более существенной доли рынка. В новых версиях браузера появилась возможность выбора между графическими adware-баннерами и контекстными рекламными сообщениями, генерируемыми службой Google. Если пользователь хотел совсем избавиться от рекламы, ему приходилось оплачивать лицензию.

#### Второй конфликт с MSN.com
В 2003 году сайт MSN.com был настроен таким образом, что пользователи Opera получали искажённую картинку, как если бы они работали под старыми версиями Internet Explorer. Остальные браузеры получали адекватную картинку, по крайней мере, соответствующую отображению страниц в последней версии Internet Explorer. Устаревший код разметки приводил к тому, что некоторые важные элементы страницы смещались на 30 пикселей влево. Возникало впечатление, что причина этого кроется в ошибках браузера. После безуспешных попыток найти ошибки в Opera разработчики обратились за помощью в Microsoft, но не получили ответа. Установив, наконец, действительную причину сбоя, они предали её огласке, но Microsoft отвергла все обвинения в злонамеренности.
В ответ Opera Software выпустила сборку 7.02 Bork Edition, которая нормально отображала все сайты, за исключением MSN.com, меню которого искажалось и становилось нечитаемым. По заявлениям представителей компании, они сделали это, чтобы продемонстрировать необходимость развития гармоничных взаимоотношений между производителями ПО и владельцами веб-сайтов.
После этого Microsoft внесла необходимые изменения на своих серверах, и седьмая версия Opera стала отображать страницы так же, как и последняя версия Internet Explorer. На этом конфликт был исчерпан. Тем не менее, более ранние версии Opera по-прежнему получали устаревший код с этого ресурса.

#### Конфликт с Hotmail
В ноябре 2004 года компания Opera Software отправила электронное письмо в представительство Microsoft с жалобой на то, что владельцы Opera получают неполный файл JavaScript на почтовом сервисе Hotmail. Это привело к тому, что пользователи не могли очистить корзину (англ. Junk E-mail) от ненужной корреспонденции. Вслед за этим Opera Software послала обычное письмо на адрес Microsoft. Тем не менее, на 11 февраля 2005 года Microsoft не ответила за эти запросы и не внесла исправлений в сервис Hotmail.

### Opera 8
19 апреля 2005 года вышла Opera 8.0. Кроме поддержки SVG Tiny, multimodal features и User JavaScript пользовательский интерфейс был упрощён и оптимизирован. Домашняя страница была доработана до поискового портала. Однако изменения вызвали недовольство у ряда пользователей, так как некоторые дополнительные настройки оказались скрытыми.
С выходом Opera 8.5 (20 сентября 2005) Opera Software объявила, что браузер теперь будет полностью бесплатным и свободным от рекламы. Среди нововведений: исправления в системе безопасности и возможность исправления пользователем неверно отрисованных страниц.
В версии 8.0 представлена поддержка SVG 1.1 Tiny. Браузер стал первым совместимым с этим графическим форматом. Также в Opera появился режим презентации (Opera Show), в котором можно просматривать документ HTML или XML на полном экране без отображения элементов интерфейса программы.

### Opera 9
Opera 9.0 стала первым браузером для Microsoft Windows, успешно прошедшим тест Acid2. В эту версию была добавлена поддержка спецификации XSLT, совместимость с графическим форматом SVG расширена до уровня 1.1 Basic.
Основу версий 9.0x, 9.1x и 9.2x составляет исходный код с условным названием Merlin (от англ. Merlin Falcon — «кречет»). Разница между этими версиями заключается, в основном, в исправлении выявленных ошибок и недостатков. После версии 9.2 код Merlin больше не использовался, все существенные изменения реализованы в последующих версиях.

#### Opera 9.5
Opera 9.5 под кодовым названием Kestrel (в продолжение традиции, по названию птицы семейства соколиных, от англ. Kestrel falcon — «пустельга») является промежуточным шагом между версиями Opera 9.2 и Opera 10. В ней были реализованы некоторые улучшения системы рендеринга отображения страниц из запланированных в Opera 10. Ещё одной целью выпуска этого релиза являлось улучшение совместимости с различными операционными системами. Первая альфа-версия Opera 9.5 для разработчиков и тестеров вышла 4 сентября 2007 года. Релиз общедоступной бета-версии состоялся 25 октября. Основной релиз состоялся 12 июня 2008 года.
Некоторые усовершенствования версии браузера 9.5:
- Нововведения, направленные на ещё большее повышение производительности и скорости работы браузера. Opera 9.5 почти вдвое быстрее загружает интернет-страницы по сравнению с версией 9.23. При использовании с операционной системой Windows Vista Opera 9.5 оказывается на 50 % быстрее браузера Firefox 2.x и вдвое быстрее Internet Explorer 7[37].
- Улучшена поддержка CSS. В частности, браузер сможет работать с бо́льшим числом селекторов CSS версии 3 (CSS3), а также отображать тени шрифтов (CSS2, атрибут <nobr|text-shadow>)[31][38]. Улучшена поддержка других веб-стандартов. Например, уровень поддержки SVG в этой версии уже составляет 93,8 % согласно тестам W3C[39], встроенная поддержка улучшенного графического формата APNG и языка математической разметки MathML находятся в стадии разработки[40][41]. .
- Интерфейс претерпел некоторые изменения, одним из которых, впервые с версии 7.0, станет поддержка возможностей «экранного диктора». Браузер будет работать с Window-Eyes, JAWS и VoiceOver на Mac OS X.
- Улучшен встроенный почтовый клиент Opera Mail, в него добавлена поддержка представления содержимого почтового ящика в иерархическом виде, улучшена обработка черновиков, доработан интерфейс повышена скорость обработки писем[42] и устранены некоторые ошибки[43].
- Пользователи Opera 9.5 смогут воспользоваться сервисом Opera Link, который обеспечивает синхронизацию закладок и сайтов Speed Dial между версией Opera для рабочего стола и Opera Mini на мобильных устройствах, а также позволяет загрузить закладки на любом другом компьютере с Opera 9.5. Синхронизация осуществляется через встроенный аккаунт на портале сообщества my.opera.com[44].
- Помимо новых возможностей, в Opera 9.5 добавлена совместимость с некоторыми операционными системами. Так, появились версии Opera для процессоров x64 под системы, совместимые с Linux и BSD[31][45].
- Разработчиками учтены жалобы пользователей на некорректную работу браузера с некоторыми сайтами. В новой версии исправлены проблемы с сервисами Google, со стандартным шаблоном WordPress, внесены корректировки в различные библиотеки JavaScript. Также добавлена поддержка некоторых свойств CSS, таких как overflow-x и overflow-y, что также призвано улучшить совместимость с интернет-страницами.
- Новая тема оформления.
- Приведение набора горячих клавиш к общепринятым комбинациям.

### Opera 10
1 сентября 2009 года вышла финальная версия браузера Opera 10.00 (кодовое название Peregrine от англ. Peregrine Falcon — «сапсан»). Ранее вышли альфа (4 декабря 2008 года), бета (3 июня 2009 года) и релиз-кандидат (25 августа 2009 года).
В Opera 10 разработчики реализовали большое количество нововведений. Были добавлены новые возможности, улучшен интерфейс, расширена поддержка различных веб-технологий. Браузер стал доступен на новых операционных системах. Также в новую версию включены средства для веб-разработки.
Список изменений, сделанных на момент выхода Opera 10.00 beta (сборка 1589):
- Новая версия движка Presto 2.2.15;
- Новая тема оформления;
- Улучшения в интерфейсе:
  - Регулируемая длина окна быстрого поиска;
  - Возможность сворачивания главного меню в кнопку;
- Модернизированные вкладки со встроенным предпросмотром;
- Быстрые настройки количества окон (2x2, 3x3, 4x3, 4x4, 5x4 и 5x5) и возможность установки фоновой картинки для окна Speed Dial;
- Полное HTML-форматирование электронных писем;
- Веб-шрифты — возможность использования встроенного создателем страницы шрифта (вместо установленных у пользователя на компьютере);
- Поддержка цветовых моделей RGBA и HSLA. Улучшена поддержка масштабируемой векторной графики SVG;
- Ускорена загрузка сайтов (+40 % для тяжёлых сайтов, по сравнению с Opera 9.6);
- Opera Turbo;
- Acid 3 тест 100/100;
- Проверка орфографии теперь встроена и улучшена (поддержка 51 языка, использование открытого словаря Hunspell);
- Улучшено приложение Opera Dragonfly (alpha 4[51]);
- Автоматическое обновление браузера;
- Встроенный журнал некорректных завершений работы браузера.

Строка идентификации Opera 10.00 в текущей редакции имеет версию Opera 9.80. Это связано с тем, что ряд приложений веб-серверов ошибочно воспринимает данную версию как версию Opera 1.00.

#### Opera 10.10
Согласно пресс-релизу компании, всего за семь дней с момента своего выпуска новый браузер Opera был скачан 12,5 млн раз. Это на 25 % больше предыдущего рекорда, который установила Opera 10.
Единственным существенным отличием Opera 10.10 от Opera 10.0 было внедрение Opera Unite, технологии, позволяющей использовать домашний компьютер в качестве сервера для обмена контентом.
Кроме того, исправлено несколько мелких ошибок.

#### Opera 10.20
В этой версии предполагалось представить новый механизм работы с виджетами как с отдельными элементами, не зависящими от браузера. Была выпущена только одна лабораторная и одна альфа-версия, после чего разработка линейки была остановлена из-за желания разработчиков сконцентрироваться на Opera 10.50. В настоящее время механизм введен в версии 10.5.

#### Opera 10.50
2 марта 2010 выпущена версия 10.5 (только для Windows).
В неё включены следующие изменения:
- Движок Presto 2.5.
- Внедрён новый модуль отображения графики «VEGA». В версии Opera 10.10 он использовался лишь для отображения векторной графики SVG. Начиная с версии 10.50 модуль используется для отображения всей графики, включая веб-страницы и пользовательский интерфейс. Данная библиотека спроектирована таким образом, что может использовать аппаратное ускорение графических карт, но в этой версии оно не используется. Несмотря на этот факт, отображение графики всё же удалось ускорить в 3-4 раза.
- Новый JavaScript-движок Carakan.
- Улучшенная поддержка CSS3 (включая свойства border-radius, box-shadow, transform и transition).
- Небольшие изменения в оформлении.
- Размещение вкладок в строке заголовка (в Windows 7).
- Интеграция с операционными системами Windows 7 и Mac OS.
- Улучшенная адресная строка с разделением на сворачивающиеся категории (закладки и история) и возможностью удаления строк.
- Немодальные диалоговые окна, которые не блокируют вкладку.
- Менеджер паролей и поиск по странице представлены в виде выползающей панели перед областью страницы.
- Обновлённый Opera Dragonfly, дополненный инструментом «пипетка» (выбор цвета) во вкладке «Utils».
- Улучшенный просмотрщик кеша браузера: возможность предпросмотра изображений и фильтрация по типу файла и домену.
- Внедрена технология локального сохранения данных, например, временных данных форм, на локальном компьютере с применением базы данных SQLite.
- Приватные вкладки и приватные окна.
- Анимированный интерфейс.
- Поддержка HTML-элемента video.
- Новый механизм работы с виджетами как с отдельными элементами, не зависящими от браузера.

#### Opera 10.60
1 июля 2010 выпущена версия 10.6.
В неё включены следующие изменения:
- Движок Presto 2.6.
- Новый/обновленный JavaScript-движок Carakan.
- Добавлены функции «Офлайн веб-приложения» и «Геолокационные сервисы».
- Поддержка видеоформата WebM.
- Обновлена анимация дизайна.

### Opera 11.00
Список изменений:
- новый движок Presto 2.7.62
- новый JavaScript-движок Carakan
- улучшенная адресная строка
- обновлённая панель почты
- улучшения работы с новыми веб-стандартами благодаря поддержке Web Sockets

#### Opera 11.10
14 октября 2010 года на пресс-конференции Up North Web анонсирована новая версия браузера Opera 11. Главное отличие новой версии — поддержка расширений. Помимо этого, уже известны следующие дополнения: нововведения из 10.7 (изменённая боковая панель, WebSocket, лог загрузки), обновлённая страница управления плагинами (opera:plugins), обновлённый движок Presto, улучшенный инсталлятор, обновлённая адресная строка, визуальные подсказки для жестов мыши и другое.

#### Opera 11.50
Список изменений:
- новый, более лёгкий интерфейс
- расширены возможности Opera Link
- новая версия движка Presto 2.9
- появление расширений для экспресс-панелей

#### Opera 11.60
Список изменений:
- устранены 4 серьёзные проблемы в безопасности
- обновлен обработчик инструкций стандартов HTML5 и CSS3
- обновлена адресная строка
- новый интерфейс почтового клиента

### Opera 12.00
7 июня 2011 года вышла первая Pre-Alpha-версия (Build 1017) под кодовым именем Ваху (Wahoo). Заявлено, что Opera 12 будет обладать аппаратным ускорением, поддерживать WebGL и новую функцию Opera Reader.
13 октября 2011 года вышла Alpha-версия (Build 1105), включающая в себя увеличение скорости, оптимизацию потребления памяти. Также были доработаны темы. Полностью реализовано аппаратное ускорение при помощи WebGL и полное соответствие ECMAScript 5.1. Также реализован синтаксический анализатор HTML5, получивший название Ragnarök.
26 апреля 2012 года вышла Opera 12 beta (1387). Добавлена поддержка тем, позволяющих изменять внешний вид браузера. Также разработчики отключили по умолчанию Opera Unite и Opera Widgets, заявив, что в будущем они будут полностью удалены из браузера.
14 июня 2012 года вышла финальная версия Opera 12, причем аппаратное ускорение было отключено по умолчанию, так как оно требует доработки. Среди других новых функций:
- ускоренная загрузка браузера при большом количестве открытых вкладок
- вывод расширений в отдельный процесс
- страница opera:cpu, показывающая, какие вкладки загружают процессор компьютера
- поддержка новых языков с написанием справа налево
- 64-битные сборки для Windows и Mac[56]

## Opera (Blink)
12 февраля 2013 года Opera Software объявила о своем намерении перейти от своего движка Presto на WebKit, основанный на проекте Chromium. Opera станет участником проекта Chromium. После того, как Google объявил о переходе с WebKit на Blink, Opera подтвердила, что она так же переключится на Blink вместо WebKit.
Идентификатор версии 13 был пропущен, предположительно из-за суеверий и трискайдекафобии, а 14 использовался для обозначения выпуска Opera для Android на базе WebKit.
| 15                                                                     | 2013-07-02 | 28                                    | - Переход на движок Blink и V8 - Новый интерфейс - Группирование закладок на экспресс-панели в папки - Новая функция Discover - Автоматические обновления - Объединённые адресная строка и строка поиска |
| 16                                                                     | 2013-08-27 | 29                                    | - API геолокации W3C - Автозаполнение форм - Поддержка списка переходов в Windows - Поддержка режима презентации в OS X - Страница с экспериментальными функциями opera: flags |
| 17                                                                     | 2013-10-07 | 30                                    | - Фиксация вкладок - Возможность изменения поведения браузера при запуске - Параметры запуска и управление поисковыми движками |
| 18                                                                     | 2013-10-19 | 31                                    | - Поддержка микрофонов и камер - Поддержка тем - Жесты мышью - Перетаскивание вкладок между окнами |
| 19                                                                     | 2014-01-28 | 32                                    | - Расширения - Панель закладок - Создание тем |
| 20                                                                     | 2014-02-02 | 33                                    | - Настраиваемая экспресс-панель - Возможность перетаскивать мышью вкладку на панель закладок и в экспресс-панель - Новые пункты главного меню |
| 21                                                                     | 2014-05-06 | 34                                    | - «Лёгкий» установщик - Аппаратное ускорение для интерфейса - Опция, включающая показ полного адреса в адресной строке - Сломанный замок теперь отображается, когда на сайтах присутствуют недействительные сертификаты безопасности |
| 22                                                                     | 2014-06-03 | 35                                    | - Новые темы - «Тихие» обновления |
| 23                                                                     | 2014-06-24 | 36                                    | - Кнопка добавления закладки «♥», позволяющее добавлять текущую страницу в список быстрого набора, в хранилище или на панель закладок - Добавлена кнопка разблокировки загрузки незащищённого содержимого на сайтах, работающих по защищённому соединению |
| 24                                                                     | 2014-09-02 | 37                                    | - Миниатюры сайтов при наведении курсора на другие вкладки - Поддержка экранов высоткой чёткости - Затемнение интерфейса в приватном режиме (только Windows) - Поддержка Pepper Flash - Первая бета-версия для Linux |
| 25                                                                     | 2014-10-15 | 38                                    | - Менеджер закладок - Уведомления на рабочем столе - Просмотрщик PDF |
| 26                                                                     | 2014-12-03 | 39                                    | - Возможность делиться закладками через URL-адрес - Импорт закладок из других браузеров - Первая стабильная версия для Linux - Поддержка Handoff в OS X - Предпросмотр при печати страницы - Bing был удалён из списка поисковой системы по умолчанию, и поэтому больше не может быть установлен по умолчанию. |
| 27                                                                     | 2015-01-27 | 40                                    | - Меню со списком открытых вкладок - Улучшенная поддержка Pepper Flash - Улучшение панели навигации между закладками и экспресс-панель. Реорганизована навигация на стартовой странице. Включает дополнительные исправления ошибок для поддержки плагина PPAPI и менеджера закладок. |
| 28                                                                     | 2015-03-10 | 41                                    | - Синхронизация закладок между Opera на рабочем столе, Opera Mobile на Android и Opera Mini на Android и iOS - Улучшения интеграции с OS X Yosemite - Новые темы Support for batch operation was added to the bookmark manager and bookmark suggestions now appear when typing in the address bar. |
| 29                                                                     | 2015-04-28 | 42                                    | - Синхронизация экспресс-панели и открытых вкладок - Индикатор звука на вкладках - Настраиваемые горячие клавиши - улучшенный внешний вид стартовой страницы, улучшенный менеджер истории, добавление дополнительных жестов управления мышью, интеграция истории посещений на стартовую страницу |
| 30                                                                     | 2015-06-09 | 43                                    | - Боковая панель с расширениями - Улучшенное переключение вкладок, в настройки добавлена функция «Перемещаться по вкладкам в порядке использования». - Последние закрытые вкладки в правом меню вкладок - «Корзина» в менеджере закладок - Поддержка видео в формате H.264 в HTML5 - В раздел «Вкладки» («Экспресс-панель») добавлена функция просмотра вкладок, которые открыты на других устройствах пользователя. Конечно же для этого необходима синхронизация всех устройств пользователя через аккаунт Opera. |
| 31                                                                     | 2015-08-04 | 44                                    | - Синхронизация истории введённых в адресную строку сайтов и поисковых запросов - Редизайн страницы Discover - Ускорение запуска на жёстких дисках по сравнению с твердотельными накопителями. Повышена производительность за счет переноса части кода из исполняемого файла в библиотеки, что, опять же, сокращает время доступа к жесткому диску (только для Windows-версии) - Поддержка плагина Widevine DRM - Обновлено оформление и структура функции «Рекомендации» (новости) |
| 32                                                                     | 2015-09-15 | 45                                    | - Синхронизация паролей - Анимированные темы - Редизайн интерфейса в OS X - Улучшение меню добавления закладки - В сборки для OS X и Windows интегрирована поддержка SurfEasy VPN, который можно использовать для усиления защиты в приватном режиме. Теперь, при открытии окна с приватным режимом, предлагается скачать VPN-сервис SurfEasy, который обеспечивает дополнительную безопасность при взаимодействии с интернетом. Реализовано новое дерево просмотра закладок пользователя. Когда вы заходите на веб-сайт с помощью Silverlight, он сообщает, что плагин Microsoft Silverlight вскоре больше не будет поддерживаться. |
| 33                                                                     | 2015-10-27 | 46                                    | - Эффект полупрозрачности с размытием в заголовке окне браузера в OS X 10.10 и выше - Новый логотип браузера, отражающий изменения в бренде Opera, и новая пиктограмма «О» на кнопке с меню и панели инструментов. Использование разных пиктограмм для разных категорий выпусков. - Поддержка проприетарных кодеков в Linux H.264 для видео и MP3 для звука (пакет chromium-codecs-ffmpeg-extra) - Прекращение поддержки NPAPI-плагинов. - Microsoft Silverlight и NPAPI все еще работают, и сообщение от Opera 32 больше не отображается. В сборке для OS X представлена новая панель, стилизованная под оформление OS X El Capitan. |
| 34                                                                     | 2015-12-08 | 47                                    | - Кнопка «Отмена загрузки» во всплывающем окне загрузок - Функция Discover переименована в News (Новости) - Кнопка «Поделиться» в OS X - Поддержка MSE Audio (mime-типы audio/mpeg и audio/aac c вещанием в MP3), используемого в сервисе Google Play Music - Opera Turbo 2 |
| 35                                                                     | 2016-02-02 | 48                                    | - Предупреждение о незавершённых загрузках при закрытии браузера - Редизайн страницы «Загрузки» - Раздел «Базовые» на странице «Настройки» - Отдельная строка поиска рядом с адресной - Предупреждение о незавершённых загрузках при закрытии браузера - Кнопка «Отключить звук» для каждой вкладки по отдельности - Обновлён интерфейс просмотра загруженных файлов. В настройки добавлена новая секция для смены темы оформления, изменения поведения при запуске, управления режимом загрузки, показа панели закладок и выбора стратегии чистки cookie. |
| 36                                                                     | 2016-03-15 | 49                                    | - Редизайн экспресс-панели — раздел Новости совмещён с экспресс панелью - Панель навигации между служебными страницами теперь сбоку - «Родной» дизайн в Windows 10 и улучшенная поддержка сенсорных экранов - Последняя версия, поддерживающая Windows XP и Vista - Это была последняя версия, которая будет работать под Windows XP и Windows Vista, OS X 10.7 и 10.8. Для последующих версий потребуется как минимум Windows 7 и OS X 10.9. |
| 37                                                                     | 2016-05-04 | 50                                    | - Встроен блокировщик рекламы и блоков отслеживания пользователей - Обновлённый вид панели настроек экспресс-панели - Редизайн служебных страниц («О программе», «Загрузки», «Настройки» и т. д.) - Видео со страниц можно уменьшать в отдельное миниатюрное окно. Работает только с видео на HTML5 - Реализована функция «Video pop out», позволяющая перетащить воспроизводимое на web-странице видео в отдельное окно, содержащее только видео без сопутствующих элементов навигации. |
| 38                                                                     | 2016-06-08 | 51                                    | - Пользовательские списки для блокировщика рекламы (в формате EasyList) - Возможность выбирать сайты-источники для функции Новости - Режим энергосбережения для ноутбуков - Иконка менеджера расширений в экспресс-панели - Кнопка, удаляющая сайт с экспресс-панели, заменена кнопкой контекстного меню для защиты от случайного удаления - Уведомления о необходимости перезагрузки браузера после установки обновления - Изменены системные требования для OS X: 10.9 и выше - В Экспресс-панель добавлена кнопка вызова менеджера расширений. Возможность добавления своего изображения как темы оформления.. |
| 39                                                                     | 2016-08-02 | 52                                    | - Редизайн функции Новости, добавление нового раздела «Топ 50» - Загрузка и обновление списков для блокировщика рекламы по URL - Улучшения функции «Всплывающие окна с видео» - Всплывающая подсказка с полезными командами («Копировать», «Поиск») при выделении текста Это первая версия браузера после продажи китайскому консорциуму. |
| 40                                                                     | 2016-09-19 | 53                                    | - Встроенный в браузер бесплатный сервис VPN, позволяющего скрыть реальный IP-адрес, обойти ограничения межсетевых экранов и систем анализа трафика, обеспечить шифрованный канал связи при подключении через публичную беспроводную точку доступа, а также получить возможность работы с ресурсами, доступными только пользователям определённых стран - RSS-ридер - Предложения сайтов в экспресс-панели - Новые улучшения функции «Всплывающие окна с видео» - Поддержка расширения для Chromecast (приставки вывода изображения на ТВ) - Дополнительные настройки режима экономии заряда батареи - Возможность автоматического включения режима энергосбережения при отсоединении ноутбука от стационарного питания. В интерфейс чтения новостей (newsreader) добавлена поддержка RSS, что позволяет использовать в качестве источника для отслеживания новых записей любой RSS-канал.                                                             |
| 41                                                                     | 2016-10-25 | 54                                    | - Оптимизация времени запуска и восстановления прошлого сеанса - Экономия энергии во время видеоконференций, использующих WebRTC - Аппаратное ускорение для видео во всплывающем миниатюрном окне «Video pop out» - В интерфейс чтения новостей (newsreader) добавлена возможность автоматического определения RSS — для подписки на новости пользователю теперь достаточно ввести адрес сайта. |
| 42                                                                     | 2016-12-13 | 55                                    | - Релиз стабильной x64-сборки - Конвертация валют по выделению - Элементы панели навигации в Экспресс-панели можно настраивать - Упрощено добавление сайтов во встроенный интерфейс чтения новостных лент Выпуск приурочен к 20-летию с момента основания браузера. Проведена работа по ускорению запуска браузера: перед завершением работы сохраняется статистика, позволяющая выделить недавно используемые вкладки, которые при запуске будут восстановлены в первую очередь. При выявлении для сайта лент в форматах RSS/Atom в адресной строке отображается специальная пиктограмма, позволяющая быстро оформить подписку. Пиктограмма также сигнализирует о появлении непрочитанных записей. |
| 43                                                                     | 2017-02-07 | 56                                    | - Для платформы Windows сборка теперь осуществляется с включением в компиляторе оптимизации на основе профиля выполнения (PGO, «Profile-guided optimization», которая позволила на 13 % сократить время запуска и увеличить производительность браузерного движка в тесте Speedometer на 60,3 %, в JetStream — на 7,7 % и в Octane на 3,35 % - Упреждающая загрузка сайта при вводе адреса, который во время набора в адресной строке предсказывает наиболее вероятный адрес, учитывая статистику прошлых операций, и начинает загрузку в фоне ещё до того как пользователь закончит ввод - Возможность экспорта закладок - Добавлен режим классического выделения текста ссылок, позволяющий выделить мышью часть текста ссылки, как в Opera 12.x |
| 44                                                                     | 2017-03-22 | 57                                    | - Поддержка сенсорной панели (Touch Bar) в ноутбукt MacBook Pro - Поддержка Credential Management API из Chromium, что позволяет сторонним разработчикам создавать механизмы быстрой и безопасной авторизации пользователей на сайтах и в приложениях. Это, как минимум, избавит пользователя от ввода логина/пароля и позволит войти на сайт всего в один клик. - Блокирование перенаправлений на вредоносные сайты. - Поддержка CSS Grid Layout и WebAssembly. Снижение потребления ресурсов компьютера фоновыми вкладками. |
| 45                                                                     | 2017-05-10 | 58                                    | - Новый кросс-платформенный дизайн интерфейса, со светлой и тёмной темами - Новая боковая панель со встроенным клиентами мессенджеров Facebook Messenger, WhatsApp и Telegram. - Сетевой установщик начинает установку сразу после запуска - Улучшения встроенного блокировщика рекламы и возможность подключать фильтры по языкам. Для русского языка по умолчанию используется RuAdList. - Повышена эффективность использования GPU для декодировании видео. Добавлен вывод предупреждения о незащищённом подключении, в случае попытки заполнения форм входа без использования HTTPS. |
| 46                                                                     | 2017-06-22 | 59                                    | - Поддержка APNG (из Chromium 59), позволяющего создавать анимированные PNG-изображения с 24-разрядной глубиной цвета и дополнительными 8 битами на прозрачность - Эмодзи в сенсорной панели (TouchBar) в ноутбуке MacBook - Улучшения стабильности и производительности - Экспресс панель теперь отображается с тёмным фоном, в случае отключения фонового изображения и применения тёмной темы оформления. - При импорте закладок, элементы из панели закладок теперь автоматически появляются на панели закладок в Opera. |
| 47                                                                     | 2017-08-09 | 60                                    | - Откорректирована цветовая схема и визуальное оформление интерфейса с целью улучшения читаемости информации на экране (например, тёмные иконки сайтов отображаются в более светлых тонах при использовании тёмной темы оформления браузера). - Экспорт закладок, включая содержимое экспресс-панели и панели закладок, данные сохраняются в одном HTML-файле. - Расширенный список последних закрытых вкладок - Улучшения воспроизведения видео - В RSS-просмотрщик добавлены два дополнительные интервалы для обновления новостных лент — обновление раз в три часа и раз в шесть часов. C 10 до 32 расширено число записей в списке недавно закрытых вкладок, доступных для восстановления. |
| 48                                                                     | 2017-09-27 | 61                                    | - Конвертирование единиц измерения и часовых поясов по выделению - Встроенный инструмент для создания скриншотов сайта - Возможность удалять подсказки поиска в адресной строке - Переработанное меню программы - Импорт закладок из Microsoft Edge и Яндекс.Браузера - Поддержка macOS High Sierra - Улучшения поддержки дисплеев с высокой чёткостью - В этой версии немного реорганизовано меню «O». Для лучшей логики, изменён порядок пунктов главного меню, а также перераспределены пункты некоторых подменю. К примеру, все функции, связанные с закладками, помещены в меню «Закладки». |
| 49                                                                     | 2017-11-08 | 62                                    | - Возможность редактирования скриншотов сайта - Встроенный проигрыватель VR-видео, на OpenVR-совместимых шлемах виртуальной реальности, таких как HTC Vive и Oculus Rift. - В боковую панель виджетов добавлен виджет для обмена сообщениями через социальную сеть Vkontakte - Представлен новый конфигуратор быстрой начальной настройки, доступный для вызова из правого верхнего угла экспресс-панели. - Редизайн режима приватности - Поддержка новых валют в конвертере валют - Список последних закрытых вкладок и окон в главном меню - Новые обои для экспресс-панели - В раздел «История» добавлен общий список недавно закрытых вкладок, не привязанный к окнам. Добавлена возможность перегруппировки пиктограмм дополнений (через перетаскивание мышью), размещаемых на панели, справа от адресной строки. Это была последняя версия, которая будет работать под OS X 10.9. Для последующих версий потребуется по крайней мере OS X 10.10. |
| 50                                                                     | 2018-01-04 | 63                                    | - Страны в VPN заменены на регионы (Европа, Америка, Азия) - Поддержка криптовалют в конвертере валют - Защита от скриптов для майнинга в блокировщике рекламы - Добавлена возможность вывода на внешние экраны при помощи устройства Chromecast. - Улучшения проигрывателя VR-видео - Возможность сохранить страницу в PDF с возможностью гибкой настройки выводимых элементов, режима отображения и страниц - Переработано контекстное меню для вкладок - Сохранение вкладок после сбоя программы - Улучшение производительности воспроизведения видео в MacOS - Обновлена реализация VPN. |
| 51                                                                     | 2018-02-07 | 64                                    | - Повышение быстродействия за счёт использования Clang (только для Windows) - Клик по вкладке прокручивает страницу вверх, повторный клик возвращает на исходную позицию. - Функция «Импорт закладок» из других браузеров в менеджере закладок - «Меню вкладок» (правый верхний угол) содержит 2 раздела со сворачиваемыми списками открытых и недавно закрытых вкладок - Закреплённые вкладки сохраняются независимо от настройки «При запуске» - Новый стиль приветственной страницы приватного режима в macOS - Кнопка «Вернуться к вкладке» во всплывающих видео - Добавлена настройка для разрешения использования Flash на всех сайтах без запроса. - Кнопка сброса настроек браузера в разделе настроек (закладки, история и пароли при этом сохраняются) - Автоматическое сохранение резервной копии файлов настроек - Возможность установить обои из рабочего стола фоновым рисунком на экспресс-панели                                       |
| 52                                                                     | 2018-03-22 | 65                                    | - Более быстрый блокировщик рекламы - Выделение нескольких вкладок и выполнения со всеми выделенными вкладками таких действий, как помещение в буфер обмена открытых во вкладках ссылок, закрытие, закрепление и перезагрузка вкладок, одновременно отключение звука, добавление на стартовую страницу. - Анимации для служебных страниц с ошибками - Внедрение функции Flow: сохранение ссылок, файлов и тесная интеграция с мобильным браузером Opera Touch - Мгновенный поиск в интернете по нажатию Alt+Пробел - Мгновенный поиск по вкладкам по нажатию Ctrl+Пробел |
| 53                                                                     | 2018-05-10 | 66                                    | - Изменено отображение вкладок при большом количестве открытых страниц - Улучшена навигация при большом числе открытых вкладок, иконки вкладок сделаны более заметными, а клик на значке расширяет кнопку. |
| 54                                                                     | 2018-06-28 | 67                                    | - Страница «Обновление и восстановление» («Update and Recovery»), в которое вынесены опции, связанные с установкой и проверкой обновлений, а также со сбросом настроек - Новая реализация стартовой страницы Speed Dial, в которой представлена выборка новостей, соответствующих выбранным тематическим фильтрам, языку и регионам. При желании кроме предопределённых новостных ресурсов можно добавить и собственные новостные ленты. Также оставлена возможность отключить показ новостей и как раньше отображать закреплённые ссылки на избранные страницы. Кроме того, в новой версии добавлено новое меню |
| 55                                                                     | 2018-08-16 | 68                                    | - Обновлённая страница с настройками браузера и поддержкой тёмной темы - Обновлённая всплывающая подсказка с настройками сайта при клике по значку замка - При посещении Chrome Web Store браузер предлагает установить расширение, позволяющее устанавливать расширения из Chrome Web Store - Панель с закладками отображается по умолчанию |
| 56                                                                     | 2018-09-25 | 69                                    | - Возможность регулировки громкости видео в всплывающих окнах с видео - Возможность отключения функции прокрутки к началу страницы при клике по активной вкладке - Добавлен индикатор уровня увеличения страницы в адресную строку - Пункт для вызова мастера баг-репортов в главном меню - Страница «О программе» заменена страницей «Обновление и восстановление» - Возможность отключения рекламных закладок в панели закладок и Экспресс-панели - Настройки на странице настроек поделены на категории |
| 57                                                                     | 2018-11-28 | 70                                    | - Обновлённый движок подбора новостей - Рекомендации от Netflix - Новый стиль страницы настроек - Возможность закрывать закреплённые вкладки без необходимости откреплять их - Исправлен баг в механизме открытия страниц |
| 58                                                                     | 2019-01-23 | 71                                    | - Предупреждение при закрытии окна с несколькими вкладками - Интеграция Яндекс.Дзен на экспресс панели (только для пользователей из России) |
| 59 beta                                                                | 72         | Выпуск стабильной версии не состоялся | |
| 60                                                                     | 2019-04-09 | 73                                    | - Обновление интерфейса - Встроенный криптокошелёк |
| 61 developer                                                           | 74         | Выпуск стабильной версии не состоялся | |
| 62                                                                     | 2019-06-27 | 75                                    | - Поддержка взаимодействия с темной темой Windows - Новый раздел «Экспресс-панели», содержащий историю посещений предложений отелей на сайте Booking.com |
| 63                                                                     | 2019-08-20 | 76                                    | - Переработана начальная страница, встречающая пользователя, переходящего в режим приватного просмотра |
| 64                                                                     | 2019-10-08 | 77                                    | - Функция блокировки отслеживающих пользователя трекеров - Улучшены инструменты редактирования созданных скриншотов |
| 65                                                                     | 2019-11-14 | 78                                    | - Расширен включенный в прошлой версии блокировщик рекламных трекеров - При наборе текста в адресной строке просматриваемая веб-страница затемняется |
| 66                                                                     | 2020-01-08 | 79                                    | - Расширения боковой панели устанавливаются не в подразделе, а на самой панели |
| 67                                                                     | 2020-02-25 | 80                                    | Важные обновления по типу Reborn под кодовым именем R2020 - Пространства — новая функция для группировки вкладок в боковой панели - Новое меню быстрой настройки отображения элементов боковой панели - Новая панель для «CTRL+TAB» — функции быстрого перехода между открытыми вкладками - Индикация дубликатов вкладок - Улучшено окно выноса видео - Добавлена настройка использования DNS поверх HTTPS вместо системных настроек DNS |
| 68                                                                     | 2020-04-23 | 81                                    | - доступ к сервису Instagram из боковой панели - Поиск открытых вкладок (кнопка лупа или CTRL+Пробел) - улучшена функция подсветки дубликатов открытых вкладок - Убрана функция быстрого поиска - Убрана кнопка «закрытые страницы», чтобы включить перейдите по ссылке opera://flags/#search-in-open-tabs переключите в Disable и перезапустите браузер. |
| 69                                                                     | 2020-06-24 | 83                                    | - доступ к сервису Twitter из боковой панели - Новый виджет погоды в левом верхнем углу экспресс-панели; - Увеличен размер плиток сайтов в функции перемещения по вкладкам через «CTRL+TAB»; - Теперь при добавлении вкладки в пространство или перемещении между ними на его иконке отображается точка, сигнализирующая о поступлении новой вкладки. |
| 70                                                                     | 2020-07-27 | 84                                    | - Функция поиска по открытым вкладкам (CTRL+Space) ищет не только по адресу и заголовку, но и по содержимому веб-страницы. - Функция поиска по открытым вкладкам включает поиск по недавно закрытым вкладкам. В неё добавлен отдельный список недавно закрытых вкладок, по которому также осуществляется поиск. - Поисковая форма в разделах боковой панели «Закладки» и «История» отображается постоянно. Ранее для её появления требовалось навести курсор мыши на значок лупы. - Добавлено несколько новых значков для функции «Пространства». |
| 71                                                                     | 2020-09-15 | 85                                    | - Easy Files — при загрузке файлов с компьютера всплывает мини-окно в котором показаны файлы которые отправлялись в последний раз - Пользовательские горячие клавиши для быстрого доступа к мессенджерам (которые находятся на боковой панели браузера) и рабочим пространствам. Теперь пользователю доступна возможность присваивать собственные горячие клавиши доступа к определённым мессенджерам и для выбора одного из рабочих пространств. - В функцию поиска по открытым вкладкам добавлена ссылка «Показать еще» для расширения списка результатов поиска. - В функцию поиска по истории добавлена возможность фильтрации результатов по дате и новая функция «Удалить историю ниже», позволяющая удалять только отображаемые результаты, не затрагивая прочие. |
| 72                                                                     | 2020-10-21 | 86                                    | - Проведена работа над функцией поиска по открытым вкладкам (CTRL+Пробел). Теперь результаты сортируются по релевантности с учётом количества совпадений запроса с содержанием. Конечно, результаты с наибольшим количеством совпадений будут выше в выдаче. Результаты сортируются по соответствию заголовка, адреса и содержания. - В боковой панели появился проигрыватель Apple Music, YouTube Music, Spotify, до этого была рекламная интеграция Aliexpress. |
| Обозначение версий: Устаревшая Стабильная beta-версия developer-версия |            |                                       | |

## Актуальные версии для ПК
Ниже приведены актуальные финальные версии и бета-релизы браузера Opera для различных операционных систем. Наибольшее число версий браузера Opera для различных ОС доступно на официальном сервере, тестируемые версии выкладываются в блоге разработчиков
Браузер Opera для персональных компьютеров. Более подробная информация содержится в официальных системных требованиях.
| Операционная система                                                                                       | Последняя поддерживаемая версия                               |
| --- | ------------------------------------------------------------- |
| Windows Windows 7+ Windows XP, Vista Windows 2000 Windows 9x, NT 4.0 Windows 3.x                           | Актуальная версия 36 12.02 10.63 3.62                         |
| Unix Linux FreeBSD Solaris OS/2, eComStation QNX BeOS                                                      | Актуальная версия 12.16 10.11 5.12 5.2.1/6.01b 3.62           |
| macOS (ex Mac OS X) 10.9+ 10.7-10.8 10.6 10.5 (Intel) 10.4 (Intel) 10.4-10.5 (PowerPC) 10.3 10.2 10.0-10.1 | Актуальная версия 36 25.0 12.16 11.10 10.63 10.10 8.54 7.54u2 |
| Mac OS 8-9                                                                                                 | 6.03                                                          |